# 馬場由成
馬場 由成（ばば よしなり、1949年2月 - ）は、日本の化学者。宮崎大学特任教授・名誉教授。

## 人物・経歴
1973年佐賀大学理工学部工業化学科卒業。1974年佐賀大学理工学部助手。1988年九州大学にて工学博士取得。1989年佐賀大学理工学部助教授。
1993年宮崎大学工学部助教授。1997年宮崎大学工学部教授。2014年宮崎大学工学部特任教授・名誉教授。
2012年日本溶媒抽出学会会長。2014年日本学術会議化学委員会・総合工学委員会・材料工学委員会合同触媒化学・化学工学分科会会員。

## 著書
- 『最新吸着技術便覧―プロセス・材料・設計』NTS　2020年　共著[4]
- 『バイオベース資源確保戦略―都市鉱山・海底鉱山に眠る貴金属・レアメタル等の分離・回収技術―』シーエムシー出版　2015年 分担[4]
- 『ゲルテクノロジーハンドブック』NTS　2014年　共著[4]
- 『レアメタル・希少金属リサイクル技術の最先端』フロンティア出版　2011年　共著[4]
- 『トコトンやさしいイオン交換の本』日刊工業新聞社　2011年　共著[4]
- 『リサイクル・廃棄物事典』産業調査会　2011年　共著[4]
- 『液-液抽出を考える』分離技術会　2010年　共著[4]
- 『図解最先端イオン交換技術のすべて』工業調査会　2009年　共著[4]
- 『貴金属・レアメタルのリサイクル技術集大成』NTS 　2008年　共著[4]
- 『多孔質吸着材ハンドブック』フジ・テクノシステム　2005年　共著[4]
- 『溶媒抽出集覧』化学工学社　1997年　共著[4]
- 『キチン・キトサンハンドブック』技報堂出版　301-320頁　1993年　共著[4]

## 受賞
2003年　日本イオン交換学会「学術賞」受賞
2008年　日本イオン交換学会「学会賞」受賞

2011年　文部科学大臣表彰 科学技術賞（研究部門）受賞

2012年　Outstanding Paper Award（優秀論文賞）受賞

2014年　環境資源工学会論文賞受賞

2016年　日本溶媒抽出学会「学会賞」